# Protocreopsis zingibericola
Protocreopsis zingibericola är en svampart som beskrevs av Yoshim. Doi 1977. Protocreopsis zingibericola ingår i släktet Protocreopsis och familjen Bionectriaceae.   Inga underarter finns listade i Catalogue of Life.